# 中华文明探源工程
中华文明探源工程是继夏商周断代工程之后又一项由中国官方立项的大规模多学科古史研究项目，主要目的是为了探索中华文明的起源问题。该项目的预研究项目于2002年列入中华人民共和国“十五计划”，2004年夏季，“中華文明探源工程”正式啟動，2018年公佈研究結果。

## 缘起
中国史书常把炎黄二帝作为中华文明的发端，并将5000年作为中华文明的历史跨度。但史书上对炎帝、黄帝至尧舜禹的记载多带有神话色彩，因而无法作为信史。如果扣除仍然存疑的夏朝，则剩余的时长仅剩3500餘年。自20世纪20年代以来，中国考古学的发展为研究早期中华文明提供了大量的资料。20世纪80年代以来，随着考古资料的丰富，学者确信夏朝时期，中国已经存在初步发展的文明，且三皇五帝的传说也反应了一部分当时社会发展状况的信息。“九五”期间，实施的国家重点科技攻关计划项目“夏商周断代工程”开创了自然科学与人文科学相结合，研究人文社会科学问题的模式。而中华文明探源工程的目的就是在之前工作的基础上，探寻中华文明的起源、早期发展历程、特点以及发展状况。

## 分期
在正式工程开始前，2002至2003年，中华文明探源工程首先进行了预研究，涉及的时间范围为考古上的龙山时期，即公元前3000年至2000年，对应五帝时期。研究地域为中原地区。工程第一期于2004至2005年展开，涉及的时间范围为五帝至商代初年，即公元前2500年至公元前1500年，研究地域仍为预研究阶段确定的中原地区。第二期于2006至2008年展开，将研究的时间跨度扩展到公元前3500年至公元前1500年，而地域也扩展至整个黄河流域以及长江中、下游和辽河流域。第三期于2009年至2013年进行。第四期于2013年至2015年进行。2018年5月，中华文明探源成果公布。探源工程第五阶段於2020年实施。2023年12月公佈結果。

## 研究结论
2018年5月28日上午，國新辦召開新聞發布會公佈“中華文明探源工程”研究成果，期間通過對浙江良渚，山西陶寺，陝西石峁等眾多遺址開展大規模考古發掘，以豐富的考古資料實證了中華大地5000年文明。探源研究認為，距今5800年前後，黃河，長江中下游以及西遼河等區域出現了文明起源跡象，距今5300年以來，中華大地各地區陸續進入了文明階段，距今3800年前後，中原地區形成了更為成熟的文明形態，並向四方輻射文化影響力，成為中華文明總進程的核心與引領者。中華文明探源項目取得的另一項重大成果，是對中華文明多元一體格局的形成有了總體認識，並實證了中華文明“多元一體，兼容並蓄，綿延不斷”的特徵。在外來文明影響方面，探源研究認為，中華文明在自身發展過程中，廣泛吸收了外來文明的影響。比如源自西亞，中亞等地區的小麥栽培技術，黃牛和綿羊等家畜的飼養以及青銅冶煉技術逐步融入中華文明之中，並改造生發出嶄新的面貌。探源研究發現，中國文明實為散佈在黃河，長江和西遼河流域的許多地方文明構成的一個巨大叢體，體量遠超世界上其它幾個古代文明。從距今5800年起，黃河流域，長江流域以及西遼河地區的史前社會開始了向複雜化的加速度發展。從中華文明起源至距今3800年，長達2千年裡，文獻傳說有許多這一時期“天下萬國”的說法，探源研究將這個階段叫作“古國時代”，認為是中國文明早期發展的第一個大的階段。這一過程在探源研究中稱為“中國文明的多元一體”，作為一種歷史趨勢，奠定了日後夏商周“三代文明”的基礎，也成為了多民族國家形成的遠因和源頭。
2023年12月9日，国家文物局举行新闻发布会介绍中华文明探源工程第五阶段研究結果。国家文物局表示，可将从距今5800年至距今3500年划分为古国时代和王朝时代两个时代。其中古国时代可进一步细分为三个阶段：第一阶段为距今5800-5200年前后，第二阶段在距今5200-4300年前后，第三阶段大体相当于距今4300-3800年前后。